# KGet
KGet — програма графічної оболонки KDE для скачування файлів з  інтернету. Існує можливість докачування файлів, що важливо при завантаженні великих файлів, таких як фільми тощо. KGet за умовчанням використовується як завантажувач для інтернет оглядача Konqueror.

## Можливості
- Інтерактивність процесу завантажень.
- Завантаження файлів за протоколами FTP, HTTP, HTTPS та BitTorrent.
- Попереднє виділення простору на жорсткому диску, для запобігання фрагментації (працює тільки із протоколом BitTorrent).
- Призупинення та поновлення завантаження файлів, а також можливість продовження завантаження існуючого файлу.
- Інтеграція із оглядачем Інтернет Konqueror.
- Підтримка Metalink із вмістом декількох посилань для завантажень, контрольних сум та іншої інформації.
- Завантаження файлів у декілька потоків.
- Використання рушіїв пошуку дзеркал.
- Можливість керування програмою за допомогою мережевого інтерфейсу.
- Функція автоматичного відновлення завантажень при втраті зв'язку.
- Сортування завантажень за тематичними групами, обмеження кількості одночасних завантажень на групу.
- Загальне обмеження швидкості завантажень та вивантажень (для протоколу BitTorrent).